# SUMMER TIME LOVE (EXILEの曲)
「SUMMER TIME LOVE」（サマー タイム ラヴ）は、EXILEの楽曲。2007年5月16日にrhythm zoneから24作目のシングルとして発売された。

## 概要
前作『道』から3か月ぶりのシングル。
「CD+DVD」「CDのみ」の2形態で発売。DVDには表題曲のビデオ・クリップが収録され、初回限定盤にはスペシャル・ボーナス・トラックとしてATSUSHIとTAKAHIROで歌い直された「Choo Choo TRAIN」が収録された。

## 収録曲

### CD
1. SUMMER TIME LOVE [4:00]
作詞：ATSUSHI / 作曲：真白リョウ / 編曲：水島康貴
  - ヤマザキパン「ランチパック」CMソング[8]
  - 日本テレビ系『スッキリ!!』2007年5月度エンディングテーマ
  - 日本テレビ系『GOOD LOOKIN′CLUB』2007年5月度エンディングテーマ
  - 日本テレビ系『音楽戦士 MUSIC FIGHTER』2007年5月POWER PLAY
  - エムティーアイ「music.jp」TVCFソング
2. 響 〜HIBIKI〜 [4:16]
作詞：ATSUSHI / 作曲：坂詰美紗子 / 編曲：平田祥一郎
  - 映画『きみに届く声』主題歌
3. SUMMER TIME LOVE（Instrumental）
4. 響 〜HIBIKI〜（Instrumental）
5. Choo Choo TRAIN
作詞：佐藤ありす / 作曲：中西圭三
  - 初回限定盤スペシャル・ボーナス・トラック
  - 10thシングルの再録バージョン

### DVD
※CD+DVDのみ
1. SUMMER TIME LOVE（Video Clip）
2. EXILE関連のインフォメーション

## 収録アルバム
SUMMER TIME LOVE
- 『EXILE LOVE』
- 『EXILE CATCHY BEST』
- 『EXTREME BEST』

響 〜HIBIKI〜
- 『EXILE LOVE』

## カバー
SUMMER TIME LOVE
- GENERATIONS from EXILE TRIBE（2018年、アルバム『BEST GENERATION』収録）

響 〜HIBIKI〜
- 坂詰美紗子（2009年、アルバム『love note』収録）
- EXILE ATSUSHI（2020年、アルバム『40 〜forty〜』収録）